# 中国人民解放军军语
《中国人民解放军军语》，是中国人民解放军全军统一使用的规范化、标准化用语，也是法规性工具书。

## 背景
1927年9月，湘赣边界秋收起义的工农革命军“三湾改编”，建立了军队政治工作制度。1928年5月，中共中央拟制《军事工作大纲》。1929年12月，红军第四军党的第九次代表大会（史称“古田会议”）召开，形成“古田会议”决议，确立了中国共产党的建军原则。从1927年到1930年，在中国共产党领导的军队中，一批新的军语诞生，例如“支部建在连上”、“三大民主”、“三大任务”、“三大纪律八项注意”等。当时中国共产党领导的军队初创，主要开展游击战，军语尚未形成体系。
1930年夏，中国工农红军的军事战略开始从游击战争转向正规战争。在此形势下，中共中央要求中国工农红军学习苏联红军正规化建设的经验，组织人员翻译、改编、印发了一批条令、条例及军事理论著作。1930年春夏，刘伯承、左权等人自苏联回国，抵达上海。刘伯承任中共中央军事委员会编译科科长。在周恩来领导下，刘伯承等自苏联回国的人员共同翻译了一批苏联军事著作。1932年8月，中国工农红军学校校长兼政委兼瑞金卫戍区司令员刘伯承与左权等人翻译了苏联红军《军语解释》，这是中国共产党领导的军队首部译自外军的军语专著。当时，刘伯承等人对沿用自旧军队的军语加以改造，以纠正旧军队中的不平等称呼，例如将军官改称指挥员，士兵改称战斗员，传令兵改称通信员，马夫改称饲养员，伙夫改称炊事员，挑夫改称运输员，这些新称呼一直在中国人民解放军中沿用至今。

## 1951年版
中华人民共和国成立后，1951年1月，在南京成立中国人民解放军军事学院，刘伯承任院长兼政治委员。该院成立3个多月后，刘伯承批准有关部门把外军军事论著中有待统一译名的军语，还有军事理论研究及军事法规编写中有待规范的军语，分期编印为《军语通报》，自1951年4月30日起印发中国人民解放军军事学院各系、各教研室以便征求意见。与此同时，中央人民政府人民革命军事委员会军训部军事出版局也展开了该工作，并请刘伯承任编审委员会主任。1951年9月，该局在刘伯承的指导下编印了《军语汇编》（初稿）。该书分为陆军、海军、空军共3编，收录约4650条军语词目，书后附有常用度量衡一览表。这是中国人民解放军第一版军语。

## 1956年版
1955年2月7日，针对《军语汇编》（初稿）中的问题，刘伯承复信中国人民解放军训练总监部，谈到规范军语及军队标号的意见和建议。经刘伯承组织，中国人民解放军军事学院用5年收集整理军语，于1956年12月编辑出版《军语画一》（初稿）。该书根据新条令和教令整理汇编了中国人民解放军军事学院通报画一的全部军语（即《军语画一》第一集、《军语通报》第9至23号、《陆军军队标号》、《海军军队标号（草案）》中的全部军语）以及部分未通报使用的军语。全书分4部分：（1）陆军：11章；（2）空军：9章；（3）海军：6章；（4）防空军：6章。全书收录2000余个词目。该书采用表格形式，分4个纵向栏目：“画一的军语”、“俄文原文”、“过去未画一的军语”、“说明”。该书收录的大多数军语一直沿用至今。

## 1972年版
1972年10月，中国人民解放军战士出版社出版《中国人民解放军军语》（军内试行本），收录1348条军语词目。该版《中国人民解放军军语》是根据中共中央军事委员会指示，由中国人民解放军总参谋部有关部门、中国人民解放军总后勤部、各军兵种和中国人民解放军军事科学院共同编写。本书按问题分成17类：军队建设，战略战术综合用语，进攻，防御，指挥，侦察、警戒、行军、宿营，导弹、火箭、核武器，防原子、防化学、防细菌，海军，空军，炮兵，装甲兵，工程兵，通信兵，铁道兵，后方勤务，地形、测绘、气象。书后附有计量单位比较表。

## 1982年版
1982年8月，中国人民解放军战士出版社出版《中国人民解放军军语》（增修本）。该版《中国人民解放军军语》是根据中央军委指示，由中国人民解放军军事科学院编写。参加增修的单位包括：中国人民解放军总参谋部、中国人民解放军总政治部、中国人民解放军总后勤部，各军兵种，国防科委、国防工办，中国人民解放军军事学院、中国人民解放军政治学院、中国人民解放军后勤学院，中国人民解放军南京、石家庄高级陆军学校，中国人民解放军大连、西安、桂林、昆明陆军学校、中国人民解放军沈阳军区司令部、中国人民解放军军事科学院等。本书收录5227条军语词目，较1972年军内试行本增加3879条。本书按照词目性质分为26类：综合用语，进攻，防御，警戒、行军、宿营，军队组织指挥，军制，军事训练，军队政治工作，后方勤务，情报，电子对抗，轻武器，导弹、核武器、航天器，三防，军事测绘，气象、水文，海军，空军，炮兵，装甲兵，空降兵，工程兵，通信兵，防化学兵，铁道兵，基本建设工程兵。书后附有词目笔画索引，以及公制计量单位和换算表。1982年1月，中国人民解放军总参谋部、中国人民解放军总政治部、中国人民解放军总后勤部发出通知，将该增修本印发全军试行，1972年军内试行本即行废止。
1993年，根据中央军委指示，中国人民解放军军事科学院编纂完成了军语增补本（送审稿）。增补本是为配合1982年版军语的使用而编纂，收录近4000条军语词目。

## 1997年版
1997年，军事科学出版社出版《中国人民解放军军语》。1997年12月23日，经中央军委主席江泽民批准，经过修订的新版《中国人民解放军军语》由解放军三总部颁发全军施行。全书分为29类：综合、国防、战争·战略、战役·战役法、战斗·战术、警戒·行军·宿营、组织指挥、体制编制、军事训练、行政管理·装备管理、政治工作、后方勤务、侦察·情报、电子对抗、国防科技、射击·轻武器、导弹·核武器·航天、海军、空军、第二炮兵、炮兵、装甲兵、防空兵、陆军航空兵、工程兵、通信兵、防化兵·三防、军事地理·测绘、军事气象·水文。全书收录6562条军语词目。本版《中国人民解放军军语》分为全本、简本两种版本。

## 2011年版
2011年12月21日，经中央军委主席胡锦涛和中央军委批准，新版《中国人民解放军军语》颁发全军施行。新版《中国人民解放军军语》是中央军委决策部署的全军性任务，由中国人民解放军军事科学院在全军军事术语管理委员会的领导下，组织全军各相关单位用4年完成。新版《中国人民解放军军语》设有“综合”、“国防”、“战争·战略”、“作战（综合）”等26个类目，收词8587条。其中新增“作战（综合）”、“危机与突发事件处置”、“装备工作”、“军事法规”、“军事外交”、“陆军”这6个新类目，新增4000多条新词目。

## 各军兵种军语
过去还曾单独印发试行过部分军兵种军语，现均已废止。
- 《空军军语》：1983年6月由中国人民解放军空军司令部、后勤部、工程部印发试行。本书是依照中央军委增修《军语》的指示，作为《中国人民解放军军语》的派生本编写。参加编写的单位包括：中国人民解放军空军学院、中国人民解放军空军工程学院、中国人民解放军第二炮兵学院、中国人民解放军空军气象学院、十六航校、一机校、高炮学校、通信学校、雷达学校、后勤学校、空降兵研究所、空军后勤部研究室、第四研究所。全书分为14类，收录1664条空军军语词目[3]。

- 《炮兵军语》：1984年12月由中国人民解放军总参谋部炮兵部印发全军炮兵试行。本书是依照中央军委指示，以1973年版《炮兵军语》（军内试行本）为基础增修。全书分为5部分，收录840条炮兵军语词目[3]。